# 薛定谔猫

把一隻猫、一个装有氰化氫氣體的玻璃燒瓶和鐳225物質放进封闭的盒子裏。當盒子內的監控器偵測到衰變粒子時，就會打破燒瓶，杀死这隻猫。根據量子力學的哥本哈根詮釋，在實驗進行一段時間後，貓會處於又活又死的疊加態。可是，假若實驗者觀察盒子內部，他會觀察到一隻活貓或一隻死貓，而不是同時處於活狀態與死狀態的貓。這事實引起一個謎題：到底量子疊加是在甚麼時候終止，並且塌縮成兩種可能狀態中的一種狀態？

薛定谔猫（英語：Schrödinger's cat）是奥地利物理學者埃尔温·薛定谔於1935年提出的思想实验。透過此思想实验，薛定諤指出應用量子力學哥本哈根詮釋於宏觀物體會產生的問題，以及其與物理常識間的矛盾。在此思想實驗裏，由於先前發生事件的隨機性質，貓會處於生存與死亡的疊加態。:317
根據退相干理論，貓不可能永遠處於生存與死亡的疊加態，由於環境影響，會很快產生退相干效應，貓改而處於生存或死亡的經典統計學狀態，因此一般而言，絕對無法觀察到生存與死亡的疊加態。:82至今為止，物理學者只能精心製備出一些介觀物體的疊加態。
薛丁格貓雖然是思想實驗，但類似原理已應用於實際領域。在理論上研討量子力學詮釋問題時，薛丁格貓也時常會被提出，以作爲試金石。

## 起源與动机

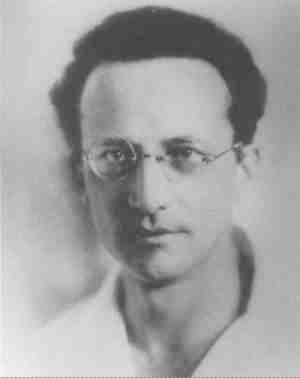
埃尔温·薛定谔

1935年，薛定諤原本目的是在用這思想實驗來討論EPR弔詭（因發表者阿爾伯特·愛因斯坦、鲍里斯·波多尔斯基、納森·羅森而命名）。EPR論文凸顯了量子糾纏的怪異性質。假設兩個量子系統相互作用，然後彼此分離，但其中任意系統都不處於明確態，則它們的量子態會疊加在一起，共同形成的量子態具有量子糾纏特性。根據哥本哈根詮釋，當其中任意系統被測量之時，則兩個系統糾纏在一起的量子態會塌縮為明確態。那時，薛定諤與愛因斯坦常互相通信，交換意見，研討EPR論文的相關問題。在愛因斯坦寫給薛定諤的8月8日信件中，他勾勒出一個「粗略宏觀案例」：給定一桶不穩定的火藥，在經過一段時間後，這桶火藥會處於爆炸與不爆炸的疊加狀態。
為了更進一步說明這現象，薛定諤回信描述原則上怎樣能夠將原子系統的疊加態轉移至大尺度系統。他提出一個思想實驗，假設把一隻猫、一个装有氰化氫氣體的玻璃燒瓶和放射性物質放进封闭的盒子裏。貓的性命因此與原子核的狀態密切相關。薛定諤表明，根據哥本哈根詮釋，在實驗進行一段時間後，貓會同時處於活狀態與死狀態（對於盒子外的世界而言），直到盒子被打開為止。薛定諤並不想要推銷周旋於生死之間的貓這點子；恰恰相反，這弔詭採用的是一種經典反證法，試圖藉此顯露出描述量子態所需倚賴的量子理論尚存瑕疵。薛定諤貓實驗原本是專門設計來批駁哥本哈根詮釋（在1935年的主要正統詮釋）。現今，它仍舊是詮釋量子力學的典型試金石。每一種詮釋處理薛定諤貓實驗的共同與特別之處，時常會被物理學者用來說明與比較這詮釋的共同點、特別點、強點、弱點。

## 實驗概述
薛定諤如此描述這實驗：
實驗者甚至可以設置出相當荒謬的案例来。把一只猫關在一個封闭的鐵容器裏面，並且裝置以下仪器（注意必須確保這儀器不被容器中的貓直接干擾）：在一台蓋格計數器內置入極少量放射性物質，在一小時內，這个放射性物質至少有一個原子衰變的機率為50%，它沒有任何原子衰變的機率也同樣為50%；假若衰變事件發生了，則蓋革计数管會放電，通過繼電器啟動一個榔頭，榔头会打破裝有氰化氫的燒瓶。經過一小時以後，假若沒有發生衰變事件，則貓仍舊存活；否則发生衰变，這套機構被觸發，氰化氫揮發，導致貓随即死亡。用以描述整個事件的波函數竟然表達出了活貓與死貓各半糾合在一起的狀態。

類似這典型案例的眾多案例裏，原本只局限於原子領域的不明確性被以一種巧妙的機制變為宏觀不明確性，只有通過打開這個箱子來直接觀察才能解除这样的不明確性。它使得我們難以如此天真地接受採用這種籠統的模型來正確代表實體的量子特性。就其本身的意義而言，它不會蘊含任何不清楚或矛盾的涵義。但是，在一張搖晃或失焦的圖片與雲堆霧層的快照之間，實則有很大的不同之處。——埃尔温·薛定谔，Die gegenwärtige Situation in der Quantenmechanik (The present situation in quantum mechanics)
薛定諤的著名思想實驗提出一個很尖銳的问题：这系统从什么时候开始不再处于两种不同量子态共同組成的叠加態，轉而塌縮为其中的一种？更技術性地說，由於薛定諤方程式的線性性質，它不能促使這疊加態塌縮，它只能展示這疊加態隨著時間演進而演化的可能結果。一個量子系統甚麼時候開始不再是幾個量子態的線性組合（儘管這幾個量子態中的每一個量子態都像是不同的經典狀態，量子系統不能同時顯現為幾個經典狀態，只能顯現為其中一個經典狀態），轉而開始擁有唯一的經典描述？這就是這思想實驗令人揣測之處。假若貓仍舊存活著，牠一直只記得牠存活著。但是，符合標準量子力學的詮釋竟然要求，像貓、日記一類的宏觀物體不必永久具有唯一的經典描述。這思想實驗描繪出一幅表觀的弔詭。直覺而言，觀察者不能處於疊加的狀態；可是，從這思想實驗來思考，似乎貓可以處於疊加的狀態。是否貓也必須成為觀察者，或者，貓的存在於單獨、良好定義的經典狀態這案例，必需要求另外有一位外來觀察者存在？
愛因斯坦覺得每一種選項都很荒謬，他特別覺得這思想實驗極具凸顯出這些論題的能力。1950年，在一封寄給薛定諤的信件裏，他闡述：
只要一個人抱著誠實的科學態度，他就無法逃避實體這假設，除了勞厄以外，在當今物理學者中，只有你看到了這重點。大多數學者不了解他們對於實體所玩弄的是甚麼危險遊戲，他們以為實驗建立的結果與實體無關。可是，他們的詮釋已被你的放射性物質＋放大器＋火藥＋貓這盒子系統精緻地反駁。這系統的波函數既表現出生氣蓬勃的貓，又表現出血肉模糊的貓。沒有任何學者會真正質疑貓的存在或缺席與觀察這動作無關。
勞厄指的是物理學者馬克斯·馮·勞厄。注意到在薛定諤的思想實驗裏，並沒有提到火藥。他是使用蓋革計數器為放大器，使用氰化氫來代替火藥。在愛因斯坦15年前給出的原本建議裏，提到了火藥。顯然地，愛因斯坦依舊牢記舊理論的驚奇威力。

## 各種不同的詮釋
自薛定谔的时代开始，物理學者提出了很多其它对於薛定諤猫思想實驗的量子力学诠释，它们对叠加态存在的时間长久、波函数什么时候坍缩或是否發生塌縮，给出了不同的答案。

### 哥本哈根诠释
量子力学诠释中最被普遍支持的是哥本哈根诠释。按照哥本哈根诠释，当观察发生时，系统不再处于兩種狀態的叠加态，轉而坍缩为其中任意一种狀態。薛定諤的思想实验清楚地顯露出一個事實，即在这種诠释裏，测量或观察的概念並沒有被良好定義。这思想实验可以被詮释为，当盒子仍舊是封闭的时候，系统同时存在於“衰变的原子／死猫”和“未衰变的原子／活猫”這兩種狀態的叠加态，只有当盒子被打开，進行观察时，波函数坍缩为其中任意一种狀態。然而，与哥本哈根诠释有密切淵源的量子大師尼尔斯·玻尔从来都不认同观察引起的波函数坍缩這概念。薛定谔猫对他来说并不是什么謎題，在盒子被一个有意识观察者打开之前，猫早已不是死的就是活的了。
对於真实实验的分析显示，测量本身（如用一个盖格计数器）就足以使量子波函数坍缩，早在一个有意识的观察者对测量结果进行观察之前。在原子放射出的粒子击中探测器时，“观察”就已经发生了，這種看法可以发展成为客观坍缩理论。這思想實驗需要偵測器的無意識觀察才會出現放大效應。與之對比，多世界理论否认曾經發生任何坍缩。

### 多世界理论和一致性历史

根據多世界理论，每一個事件都是分支點。不論盒子是封閉的還是敞開的，貓是活的，也是死的，但是，活貓與死貓是處於宇宙的不同分支，這些分支都同樣的真實，但是彼此之間不能相互作用。

1957年，休·艾弗雷特提出了量子力学的多世界诠释，它不把观察作为一个特殊的过程。按照多世界诠释，当盒子被打开後，猫的活状态和死状态都仍舊延续不斷，但彼此之間发生了退相干。换句话说，当盒子被打开的时候，观察者和猫的糾纏態被割離為兩個分支：观察者看着盒子裏的死猫，和观察者看着盒子裏的活猫。但是由於活和死的状态發生了退相干，它们之间不會出現有效的信息交流或相互作用。
当观察者打开盒子之時，观察者會和猫发生纠缠。對應於猫的活狀態和死状态的觀察者狀態因此分別形成。每个观察者状态与猫发生了纠缠，所以“对猫状态的观察”和“猫的状态”彼此相互对应。量子退相干保证了不同的结果之间没有相互作用。同样的量子退相干机制对於一致性历史（consistent histories）诠释也很重要。在这诠释中，只有“死猫”或“活猫”可以作为一致性历史的一部分。
罗杰·彭罗斯对此嚴厲批评：
"我想要說清楚、講明白，这远远不是解决猫佯谬的办法。因为在量子力学形式論裏，没有任何規則要求意识状态不能牵涉同时的对活猫和死猫的感知。"
但是，主流观点（并非一定赞同多世界）认为退相干是避免这样同时感知的机制。
宇宙学家马克斯·泰格马克提出了一个薛定谔猫思想实验的变版，名為量子自杀机器。它从那隻猫的角度檢驗薛定谔猫思想实验，并且主張，採用这种方式或許可以分辨出哥本哈根诠释与多世界詮釋的不同之處。

### 系综诠释
系综诠释指出叠加态仅仅是一个更大的统计系综的亞系綜。态矢量并不适用于单个的猫实验，只适用于被类似製备的许多猫实验的统计。这种诠释的支持者表示，这使得薛定谔猫佯谬成为了一个没有意义的平凡論題。
这种诠释不嘗試描述单个量子系统。這是一種最小詮釋，物理學者可以以這最小詮釋為基礎，在基礎的上面添加更多能夠解釋量子現象的理論架構。

### 關係詮釋
对人类实验者、猫或仪器，或者生命系统与非生命系统之间，關係詮釋不做本质方面的区分；它們都是遵循同樣波函数演化規則的量子系统，都可以被視为“观察者”。但關係詮釋允许不同的观察者可以对相同的系列事件给出不同的描述，这些描述取决于它们所測知关于这个系统的信息。猫可以被认为是仪器的一个观察者；同时，实验者可以被认为是盒子内部系统（猫加仪器）的另一个观察者。在盒子被打开之前，猫，因其天然地呈存活狀態或死狀態，拥有了關於仪器状态（原子是否衰变）的信息，而实验者并不擁有這信息。这样，两个不同观察者同时对当前的情形有了不同的描述：对猫来说，仪器的波函数表现为“坍缩”；对实验者来说，盒内之物表现为叠加态。一直等到盒子被打开，两个观察者同樣地拥有關於到底发生了什么事情的信息，這時候，两个系统状态才表现为“坍缩”成同样明确的结果，即猫是呈活狀態或死狀態中的一種狀態。

### 客观坍缩理论
根据客观坍缩理论（objective collapse theories），當某些客观的物理量達到其阈值（时间、质量、温度、不可逆性等）時，叠加态会自发地被摧毀。因此，早在盒子被打开之前，猫就已經如同預期地处在一个明确的状态。这可以被不严谨地说成“猫观察它自己”或“环境观察猫”。
客观坍缩理论要求对标准量子力学做出一些修改，使得叠加态可以被时间演化过程摧毀。在理想情況下，這些理論可以在實驗中使用介觀疊加態來測試。例如，能量貓狀態被提出作為一個精確方法來測量與量子引力相關的能量塌縮理論。

## 應用與實驗
薛定諤貓思想實驗是純理論實驗，所提到的實驗設置並沒有實際建成。但是，很多涉及類似原理的實驗已經成功完成，例如介觀物體的態疊加。這些實驗並未展示出貓尺寸物體可以進行態疊加，但是它們提升了貓狀態的可能尺寸上限。在很多實驗案例裏，所製成的疊加態只能短暫存在，儘管冷卻至接近絕對零度。介觀的薛定諤貓可以用來進一步做量子測量實驗，使得關於量子退相干、量子－經典界線這一類的受控實驗，可以付諸進行。
- 1996年，陷伏鈹離子的疊加態製備成功，這是單個原子層級的貓狀態。[18]
- 2010年，美國國家標準技術研究所的實驗團隊製備出光子的貓狀態。[19][20]
- 應用超導量子干涉儀，2000年完成的實驗成功展示出當時最大的貓疊加態。在超導量子干涉儀的超導迴圈以兩種可能方向流動的電流形成了這貓疊加狀態。這微安培數量級的電流涉及了上億個電子，圍繞著大約有人髮那麼粗的迴圈移動，在量子尺寸來說，可以算是宏觀系統。[21][22]

- 2010年，阿龙·奥康奈尔製成壓電音叉，這是全世界第一台量子機器，能夠處於振動態與非振動態的疊加。該共振器約含有1013個原子。[23]
- 2010年，德國馬克斯·普朗克量子光學研究所物理學者提議，使用當前科技，應該可以成功製備出流行性感冒病毒的疊加態。[24]

這些實驗演示出介觀尺寸的薛定諤貓，但是，老鼠尚未被抓到，物理學者仍舊不清楚這貓疊加態怎樣塌縮為單獨本徵態。

## 衍生文化
薛定谔猫衍生出了诸多文化产物，例如：
- 《生活大爆炸》中，薛定谔猫多次出现，使得爱好者将薛定谔猫制成了T恤。
- 美国物理学家大卫·格里菲斯的著名量子力学基础教材《Introduction to Quantum Mechanics》的封面就是薛定谔猫。
- 2021年香港樂壇容祖兒流行音樂專輯——薛丁格的貓 (專輯)